# Herb gminy Szczytno
Herb gminy Szczytno – jeden z symboli gminy Szczytno, ustanowiony 22 czerwca 2004.

## Wygląd i symbolika
Herb przedstawia na tarczy dwudzielnej w pas w górnym złotym polu brązowego bobra między dwoma pałkami tataraku, natomiast w dolnym zielonym polu złotą rybę. 